# Hitzone 12
TMF Hitzone 12 is een verzamelalbum. Het album, onderdeel van de serie Hitzone, werd op 28 september 2000 uitgegeven door de Nederlandse muziekzender TMF. TMF Hitzone 12 belandde op de 1e plaats in de Verzamelalbum Top 30 en wist deze positie zes weken te behouden.

## Nummers
| Nr. | Titel                          | Uitvoerend artiest                                  | Duur |
| --- | ------------------------------ | --------------------------------------------------- | ---- |
| 1.  | I Turn to You                  | Melanie C                                           | 4:11 |
| 2.  | Que sí, que no                 | Jody Bernal                                         | 3:12 |
| 3.  | Hide U                         | Kosheen                                             | 3:55 |
| 4.  | The Lonely One                 | Alice Deejay                                        | 3:17 |
| 5.  | Rock DJ                        | Robbie Williams                                     | 4:15 |
| 6.  | Hier                           | BLØF                                                | 4:06 |
| 7.  | It's My Life                   | Bon Jovi                                            | 3:44 |
| 8.  | Michel                         | Anouk                                               | 4:07 |
| 9.  | Lucky                          | Britney Spears                                      | 3:23 |
| 10. | Last One Standing              | Girl Thing                                          | 3:33 |
| 11. | Groovejet (If This Ain't Love) | Spiller                                             | 3:46 |
| 12. | Out of Your Mind               | Truesteppers and Dane Bowers feat. Victoria Beckham | 3:24 |
| 13. | We Will Rock You               | 5ive & Queen                                        | 3:08 |
| 14. | Dance Tonight                  | Lucy Pearl                                          | 3:43 |
| 15. | Walk on Water                  | Milk Inc.                                           | 3:10 |
| 16. | Superstring                    | Cygnus X                                            | 3:07 |
| 17. | Spinning Around                | Kylie Minogue                                       | 3:26 |
| 18. | It's Gonna Be Me               | *NSYNC                                              | 3:11 |
| 19. | Two in a Million               | S Club 7                                            | 3:32 |
| 20. | Heyah mama (bonustrack)        | K3                                                  | 3:21 |